# Tetrazen (výbušnina)
Tetrazen je kvalitní třaskavinou, označovanou někdy též zkratkou GNGT (vycházející z názvu historicky nesprávně určené struktury jako 1-guanyl-4-nitrosaminoguanyltetrazen). Je to bezbarvá až slabě nažloutlá krystalická látka.

## Příprava a výroba
Surovinou pro výrobu tetrazenu je aminoguanidin nebo jeho soli (síran, hydrogenuhličitan, dusičnan). K jejich vodnému roztoku se za míchání přidává pevný dusitan sodný za současné úpravy kyselosti přidáním kyseliny octové. Po rozpuštění dusitanu mírně exotermní reakce
probíhá značně pomalu (několik hodin); protože růst teploty snižuje výtěžek reakce, je nutné chlazení reakční směsi. Vykrystalizovaný tetrazen se oddělí filtrací, promývá se vodou, ethanolem a opět vodou. Velmi čistý tetrazen se připravuje rozpuštěním surového produktu v kyselině octové a opětovným vysrážením přidáním nadbytku vody. Získaná krystalická látka se suší při 20 °C.

## Vlastnosti
Tetrazen je prakticky nerozpustný ve vodě, ethanolu, diethyletheru, benzenu a tetrachlormethanu. Ve vroucí vodě, zejména s přídavkem alkalických látek, se rozkládá. Rozpustný je v kyselině mravenčí, octové a acetanhydridu. Bez rozkladu se také rozpouští v 30% kyselině solné a ve studené (0 až 5 °C) koncentrované kyselině dusičné.
Tepelně je stabilní přibližně do 70 °C, pak nastává postupný rozklad, který je od 100 °C zřetelný. Při teplotách mezi 135 až 140 °C dochází k explozivnímu rozkladu.

### Pyrotechnické vlastnosti
Prudkým zahřátím nebo mechanickou iniciací vybuchuje za tvorby černého dýmu, způsobeného uvolněním uhlíku ve formě sazí.
- teplota vzbuchu - 135 až 160 °C
- detonační rychlost je přibližně 4 000 m/s
- výbuchové teplo - 663 kcal/kg
- přelisovatelný už od 20 MPa, nejlepší vlastnosti má volně sypaný
- citlivý na nápich jehlou
- senzibilizuje se tvrdými látkami
- nenavlhavý a téměř nerozpustný ve vodě
- velmi stabilní za normálních podmínek
- stálý vůči kovům

## Použití
U tetrazenu se využívá citlivost k mechanickým podnětům. Nevýhodou je pak jeho přelisovatelnost a nízký bod vzbuchu. Používá se ho buď ve směsi s jinými třaskavinami v nápichových rozbuškách nebo jako komponenty třaskavé slože do zápalek a roznětek. Je běžnou součástí iniciačních složí používaných v airbagu v automobilech.

## Fyziologické působení
U osob pracujících ve výrobě této látky byl pozorován vyšší výskyt astmatu, podráždění a záněty nosní sliznice (chronická rýma) a podráždění pokožky. Karcinogenicita ani teratogenicita nebyly zjištěny.

## Původ jména
Název této látky vznikl zkrácením jména hypotetické sloučeniny dusíku H2N–NH–N=NH, tetrazenu, jehož dvě molekuly tvoří součást molekuly této třaskaviny.